# Urguri-Nunatak
Der Urguri-Nunatak (englisch; bulgarisch нунатак Ургури nunatak Urguri) ist ein felsiger und 560 m hoher Nunatak auf der Trinity-Halbinsel des Grahamlands auf der Antarktischen Halbinsel. Er ragt 2,49 km westlich bis nördlich des Abrit-Nunataks, 3,72 km nördlich des Theodolite Hill und 7,5 km südlich des Fidase Peak in den östlichen Ausläufern des Laclavère-Plateaus auf. Das Mott-Schneefeld liegt nördlich von ihm.
Deutsche und britische Wissenschaftler kartierten ihn 1996 gemeinsam. Die bulgarische Kommission für Antarktische Geographische Namen benannte ihn 2010 nach der mittelalterlichen Festung Urguri im Südosten Bulgariens.